# Paudge Brennan
Patrick Brennan (18 février 1922 - 10 juin 1998) est un homme politique irlandais du Fianna Fáil qui siège pendant 25 ans en tant que Teachta Dála (TD) pour la circonscription de Wicklow et est brièvement sénateur.

## Biographie
Brennan se présente pour la première fois aux élections au Dáil Éireann en tant que candidat du Clann na Poblachta à Kildare lors des élections générales irlandaises de 1948. Il s'en sort mal, arrivant avant-dernier avec seulement 3,0 % des voix, contre 10,7 % obtenus par son colistier du Clann na Poblachta, Daniel Boland.
Il se présente ensuite comme candidat du Fianna Fáil à Wicklow lors de l'élection partielle de 1953 provoquée par le décès de son père Thomas Brennan, député du Fianna Fáil pour Wicklow de 1944 à 1954. Bien qu'il n'ait pas été élu, il est élu aux élections générales suivantes de 1954, et est réélu aux quatre élections générales suivantes. Il arrive en tête du scrutin à chaque fois et, grâce à l'un des plus grands scores aux élections générales de 1957, il réussit à assurer deux sièges au Fianna Fáil dans la circonscription, faisant élire son colistier James O'Toole.
Le 21 avril 1965, il est nommé secrétaire parlementaire du ministre du Gouvernement local par le gouvernement de Seán Lemass. Il est nommé au même poste le 16 novembre 1966 et le 9 juillet 1969 dans les gouvernements de Jack Lynch,. Il démissionne le 8 mai 1970, deux jours seulement après la démission du ministre des Gouvernements locaux, Kevin Boland, et le limogeage de Neil Blaney et Charles Haughey lors du déclenchement de la crise des armements.
Brennan s'abstient lors d'un vote de confiance en faveur de Jim Gibbons le 10 novembre 1971 et est expulsé du parti parlementaire Fianna Fáil le 17 novembre 1971,. Bien qu'étroitement aligné sur Kevin Boland, Brennan ne rejoint pas le nouveau parti de Boland, Aontacht Éireann. Il se présente aux élections générales de 1973 en tant que candidat indépendant, mais il perd son siège face à Ciarán Murphy du Fianna Fáil.
Il rejoint ensuite le Fianna Fáil et, aux élections générales de 1981, il est de nouveau élu député pour Wicklow. Il perd son siège aux élections de février 1982 et est nommé par le Taoiseach au Seanad, mais est réélu au Dáil aux élections générales de novembre 1982, évinçant Ciarán Murphy. Brennan prend sa retraite de la politique lors des élections générales de 1987.